# Magniscapa
Magniscapa – wymarły rodzaj owadów z rzędu Protorthoptera i rodziny Sheimiidae, obejmujący tylko jeden znany gatunek: Magniscapa alligans.
Jedyny gatunek opisany został w 2008 roku przez Daniła Aristowa i Aleksandra Rasnicyna. Opisu dokonano na podstawie dwóch skamieniałości, odnalezionych na prawym brzegu Sojany, na terenie rosyjskiego obwodu archangielskiego i pochodzącej z piętra kazanu w permie. Autorzy umieścili ten gatunek w rodzaju Pseudosheimia. W 2015 Dimitrij Szczerbakow dokonał jego redeskrypcji oraz przeniósł go do nowego, monotypowego rodzaju Magniscapa.
Owad ten miał ciało długości 5,6 mm. Jego zaokrąglona głowa wyposażona była w duże oczy i trzy przyoczka rozmieszczone na planie prawie prostokątnego trójkąta. Nitkowate, dłuższe od tułowia czułki miały poprzeczne rzędy drobnych guzków i narządów zmysłowych. Przedplecze było mniejsze od głowy, kształtem zbliżone do kwadratu. Zaplecze było krótsze, bardziej trójkątne i poprzeczne od tak długiego jak szerokiego śródplecza. Przednie skrzydło miało 5,5 mm długości, wąsko trójkątną część analną i pole kostalne w nasadowej połowie nieco szersze od subkostalnego, a dalej tak szerokie jak ono. W jego użyłkowaniu zaznaczały się: sięgająca za środek skrzydła żyłka subkostalna, rozwidlona w ⅓ długości skrzydła żyłka radialna i tuż za tym miejscem rozwidlona żyłka medialna. Tylne skrzydło były podobnej budowy, długości 4,2 mm. Odnóża były krótkie. Wydłużony i nieco ku tyłowi rozszerzony odwłok zaopatrzony był w masywne, dwuczłonowe przysadki odwłokowe.